# Украинцы в Сибири
Украи́нцы в Сибири (укр. Українці в Сибіру) — вторая по численности этническая группа сибирского региона России, которая сформировалась исторически в течение нескольких периодов и внесла значительный вклад в колонизацию, освоение и развитие этого региона.
По данным переписи населения 2010 года численность украинцев в Сибирском федеральном округе составляет 227 353 человека, при этом ещё 157,3 тыс. украинцев проживает в Тюменской области (вкл. ХМАО и ЯНАО), которая относится к Уральскому федеральному округу, но географически, культурно и исторически относится к Сибири.

## История
Первые украинцы в Сибири появились в XVII веке, в основном это были казаки и ссыльные.
Массовое заселение украинцами Сибири началось со второй половины семидесятых-восьмидесятых годов XIX века и резко возросло после сооружения западной и центральной веток Транссибирской железной дороги, строительство которой велось в 1895—1905 годах с обоих концов (Владивостока и Урала). Особый размах колонизация приобрела в результате Столыпинской реформы — надела безземельных крестьян из Европейской части страны свободными землями в Сибири. Украинцы селились в основном вблизи этой железной дороги, преимущественно в сёлах, и занимались земледелием и животноводством.
В 1897 году украинцы уже составляли 4,1 % населения Западной Сибири (140 000 человек в Томской и Тобольской губернии), в Восточной Сибири они проживали преимущественно в Енисейской губернии (3,8 % или 210 000 человек).
Количество украинцев, переселившихся в Сибирь, уже к 1910 году составило более 650 тыс. человек, среди которых были выходцы из следующих губерний:
| Губерния происхождения | Регион заселения | Регион заселения                                 | Регион заселения    | Регион заселения | Регион заселения |
| ---------------------- | ---------------- | ------------------------------------------------ | ------------------- | ---------------- | ---------------- |
| Губерния происхождения | Томская губерния | Акмолинская губерния (ныне в составе Казахстана) | Тобольская губерния | Всего            | %                |
| Полтавская             | 69558            | 13469                                            | 74766               | 157793           | 24,2             |
| Черниговская           | 80956            | 19883                                            | 31317               | 132156           | 20,2             |
| Харьковская            | 52625            | 4911                                             | 37695               | 95213            | 14,6             |
| Екатеринославская      | 17951            | 6986                                             | 43014               | 67951            | 10,4             |
| Херсонская             | 13371            | 5053                                             | 25131               | 43555            | 6,7              |
| Таврическая            | 12459            | 1551                                             | 27430               | 41440            | 6,3              |
| Киевская               | 35193            | 4756                                             | 34738               | 74687            | 11,4             |
| Подольская             | 6823             | 1108                                             | 8703                | 16634            | 2,5              |
| Волынская              | 18181            | 2573                                             | 2818                | 23572            | 3,6              |
| Всего                  | 307117           | 60290                                            | 285612              | 653019           | 100              |

Другая волна переселения пришлась на 1930-е: голод на Украине в 1932—1933 годах заставил искать спасения в хлеборобных сибирских краях. Переселенцы этой волны не основывали новых поселений, а находили пристанище в уже обустроенных селах, ехали в основном к родственникам, знакомым. С началом коллективизации в Сибирь начинают ссылать раскулаченных. В дальнейшем число переселённых украинцев увеличивалось за счёт других репрессивных мероприятий.
В годы ВОВ значительным было количество эвакуированных в Сибирь промышленных предприятий и украинских специалистов, а после окончания войны начался процесс депортации в Сибирь украинцев из западных регионов Украины. Так, например, с 1947 г. в Омской области появились украинцы из Ровенской, Хмельницкой, Житомирской, Ивано-Франковской, Львовской областей. Большая часть спецпоселенцев размещалась в северных районах, в спецпоселках. После реабилитации в 1956 г. часть депортированных вернулась в родные места, но многие утратили связи с родственниками на Украине и остались жить в Сибири.
Начиная с 1950-х годах множество украинцев осело в Сибири во время кампании по освоению целины и масштабного строительства промышленных объектов.
В 1960-е, 1970-е и 1980-е годы украинцы переезжали в Сибирь для работы на предприятиях нефтегазодобывающей и топливо-энергетической отраслей, а также на строительство Байкало-Амурской магистрали. Эта миграция продолжилась и в постсоветское время, хотя и в меньших масштабах.
Миграция украинцев в Сибирь продолжилась и после распада СССР, наряду с гражданами Украины в Сибирь продолжают переселяться этнические украинцы из других стран СНГ, прежде всего из Казахстана.

## Демографическая статистика
Численность украинцев и русских в западных округах Сибирского края по итогам Всесоюзной переписи населения 1926 г.:
|                     | всего     | русские   | украинцы |
| ------------------- | --------- | --------- | -------- |
| Сибирский край      | 8 681 177 | 6 767 892 | 827 536  |
| Барабинский округ   | 503 123   | 369 575   | 68 375   |
| Барнаульский округ  | 699 214   | 617 934   | 38 675   |
| Каменский округ     | 445 609   | 360 823   | 70 664   |
| Новосибирский округ | 793 704   | 659 369   | 60 159   |
| Омский округ        | 823 437   | 553 453   | 159 694  |
| Рубцовский округ    | 418 740   | 340 476   | 64 758   |
| Славгородский округ | 433 374   | 175 156   | 202 748  |

Численность украинцев, казахов и русских в губерниях (округах) КазАССР (до 1936 года в составе РСФСР), так называемый Северный Казахстан по итогам переписи населения 1926 г.:
|                          | всего     | русские | казахи  | украинцы |
| ------------------------ | --------- | ------- | ------- | -------- |
| Акмолинская губерния     | 1 211 379 | 394 114 | 430 804 | 312 338  |
| Семипалатинская губерния | 1 309 857 | 398 657 | 714 637 | 140 233  |
| Кустанайский округ       | 389 260   | 82 661  | 123 411 | 160 844  |

По итогам Всесоюзной переписи населения 1926 года можно сделать вывод о значительном присутствии украинской колонизации в Сибири, численность которых только в Сибирском крае РСФСР составляла 827 536 человек, в губерниях Северного Казахстана — более 600 тыс. человек, при этом общая численность украинцев в РСФСР составляла 7 873 331 человек.
В это время и до начала 1930-х годов обучение в школах осуществлялось на украинском языке. С 1933 года все школы были переведены на русский язык обучения и украинский язык стал использоваться только в быту.
Процессы ассимиляции обуславливаются размытием украинской самоидентификации по причине отсутствия достаточного количества украинских национально-культурных центров, фактического отсутствия образования на украинском языке у многомиллионной украинской этнической общины Российской Федерации. Украинские сибиряки (как и потомки белорусских, польских сибиряков), имея украинское происхождение и фамилию, зачастую указывают свою национальность как «русские». Это основная причина уменьшения официального количества украинцев в Сибири и других регионах России по данным переписей.
Динамика численности украинцев по регионам Сибири, согласно итогам переписей населения:
| Численность украинцев                | 1959 чел. | 1979 чел. | 1989 чел. | 2002 чел. | 2010 чел. |
| ------------------------------------ | --------- | --------- | --------- | --------- | --------- |
| Тюменская область (вкл. ХМАО и ЯНАО) | 17643     | 79925     | 260203    | 211372    | 157296    |
| Омская область                       | 128011    | 103823    | 104830    | 77884     | 51841     |
| Алтайский край                       | 110413    | 72564     | 75024     | 52700     | 32226     |
| Красноярский край                    | 70754     | 81486     | 105540    | 68662     | 38012     |
| Иркутская область                    | 97184     | 90767     | 97405     | 53631     | 30827     |
| Новосибирская область                | 62261     | 46997     | 51027     | 33793     | 22098     |
| Кемеровская область                  | 109544    | 62373     | 65245     | 37622     | 22156     |
| Томская область                      | 20275     | 20225     | 25799     | 16726     | 11254     |
| Якутия (Саха)                        | 12182     | 46326     | 77114     | 34633     | 20341     |
| Бурятия                              | 10183     | 15290     | 22868     | 9585      | 5654      |

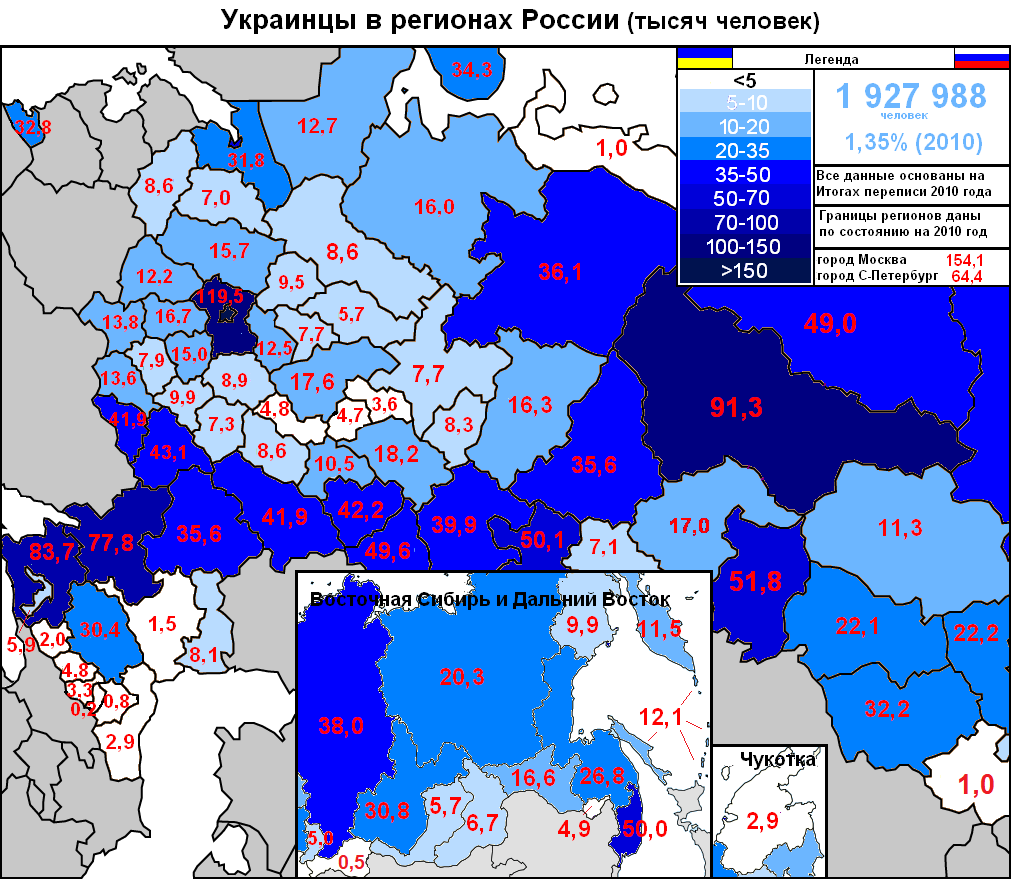
Украинское население (тыс. чел.) в регионах Сибири согласно данным переписи 2010 года

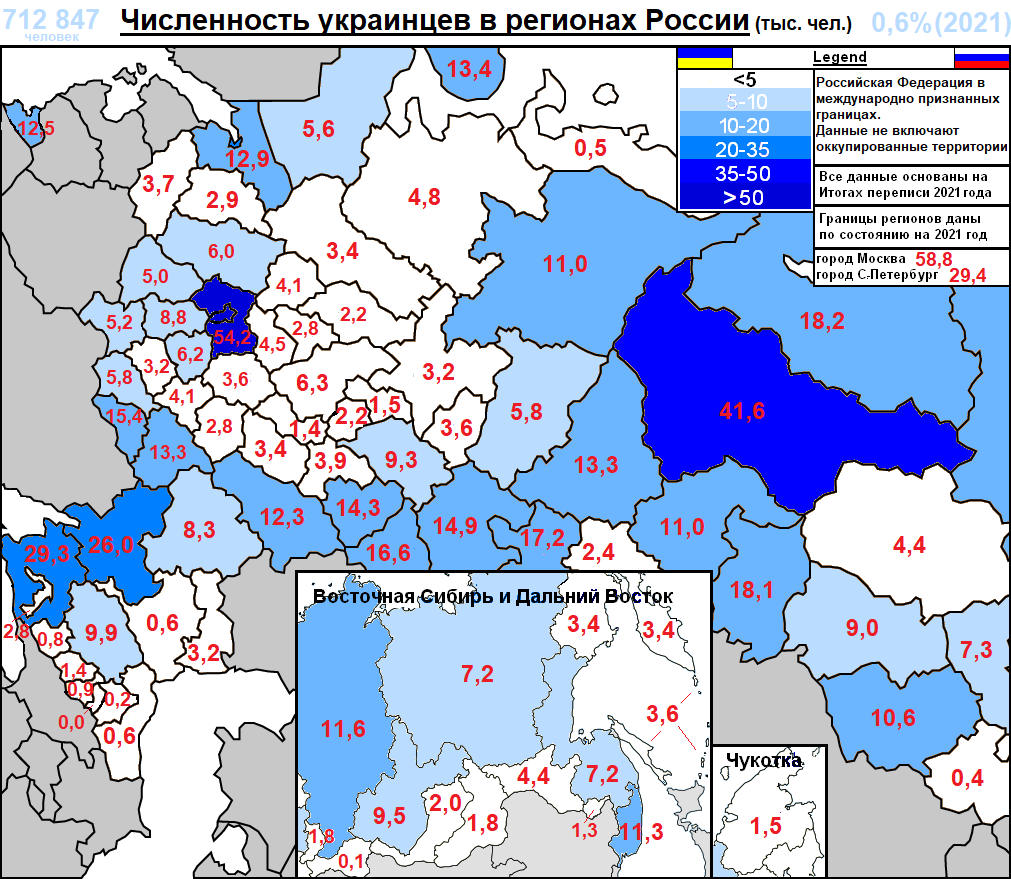
Украинское население (тыс. чел.) в регионах Сибири согласно данным переписи 2021 года

По данным Всероссийской переписи 2010 года численность украинцев в Сибирском федеральном округе составляет 227 353 человека, в том числе: в Омской области (51,8 тыс.), Красноярском крае (38,0 тыс.), Алтайском крае (32,2 тыс.), Иркутской области (30,8 тыс.), Кемеровской области (22,2 тыс.), Новосибирской области (22,1 тыс.) и других регионах.
Наибольшее количество украинцев проживает в Тюменской области (157,3 тыс. чел., включая ХМАО, где 91,3 тыс. украинцев, и ЯНАО, где 49,0 тыс. украинцев), административно подчиненной Уральскому федеральному округу, но географически расположенной в Сибири. Наибольший удельный вес сибирских украинцев наблюдается в основном в северных регионах: Ямало-Ненецком АО (9,7 %), Ханты-Мансийском АО (6,4 %), при этом реальная численность граждан, имеющих украинское происхождение либо фамилию[уточнить] значительно превышает официальные данные.

## Украинские организации и культура в Сибири
В связи с тем, что на территории Тюменской области проживает постоянно и работает вахтовым методом значительное число граждан Украины, в Тюмени было открыто Генеральное консульство Украины, действуют Национально-культурная автономия Тюменской области «Едина родина» и Объединение украинцев Тюменской области, Региональная украинская национально-культурная автономия Ханты-Мансийского автономного округа (Сургут), Городская национально-культурная автономия «Криниця» (Лангепас), Культурно-просветительное общество «Украіна» (Нижневартовск), Национально-культурная автономия «Укрaiнська родина» (Сургут), Региональная национально-культурная автономия Ямала и Украинский культурно-деловой центр «Новый Уренгой».

Памятник волку из советского мультфильма «Жил-был пёс» по мотивам украинской народной сказки. г. Томск

В Новосибирске в ноябре 1989 создана местная организация Общество украинского языка им. Т. Г. Шевченко «Просвіта», в конце 1991 образован Новосибирский областной украинский культурный центр, при котором действуют хоровой ансамбль «Смеричка» и вокальная группа «Троянда». Ежегодно в сельских районах области и в Новосибирске проводится праздник «Сорочинская ярмарка».
Росту этнического самосознания, возрастанию роли украинского языка в местах компактного проживания украинцев в макрорегионе способствует украинская национально-культурная автономия. Значительную работу по сохранению и развитию украинской культуры в Сибири проводят украинские национально-культурные объединения — Центр украинской культуры «Джерело» (Томск), Сибирский центр украинской культуры «Серый клин» (Омск), Красноярская краевая национально-культурная автономия «Украша», Украинская национально-культурная диаспора «Ватра» (Абакан), Общественная культурно-национальная организация «Украіна» (Норильск), Украинское общественно-культурное землячество им. Т. Шевченко «Криниця» (Республика Саха (Якутия)), Украинский культурный центр «Дніпро» (Иркутск), Объединение украинцев «Промінь» (Улан-Удэ), Общество украинской культуры Приморского края, Владивостокское украинское общество «Просвіта» и др.
Данные организации осуществляют главным образом просветительскую, концертную деятельность, отмечают национальные праздники, проводят дни украинской культуры, фестивали самодеятельных творческих коллективов, устраивают выставки украинской книги и изделий национального декоративно-прикладного искусства, пытаются организовать украинские библиотеки, радио- и телепередачи. Так, национально-культурная автономия «Украша» в Красноярске ежегодно организует День украинской культуры, здесь действует украинский хор «Барвинок». В Омске был создан украинский фольклорный ансамбль, вокально-инструментальная группа «Орий клин». Усилиями ряда этих организаций проводятся Дальневосточные фестивали украинской культуры (ноябрь 2002, Xабаровск; апрель 2005, Спасск-Дальний; сентябрь 2006, Фокино).
Одним из значительных событий в жизни украинской диаспоры Сибири стало открытие памятника украинскому поэту и художнику Тарасу Шевченко в Новосибирске на улице, носящей его имя. Торжественное открытие состоялось 29 сентября 2015 года при участии властей и общественности города.
Памятник представляет собой гранитный постамент высотой в два с половиной метра, на котором установлен бронзовый бюст Тараса Шевченко, который левой рукой держит книгу, а ладонь его правой руки лежит на груди в области сердца. За памятником посадили отросток шевченковской вербы, которую поэт посадил, когда был в ссылке на полуострове Мангышлак в Казахстане.
Рядом с памятником Тарасу Шевченко на вертикальной гранитной плите приведена цитата на украинском языке: «Обнимемся же, братья мои. Молю вас, умоляю».